# Пронинское сельское поселение (Смоленская область)
Пронинское сельское поселение — упразднённое муниципальное образование в составе Ельнинского района Смоленской области России.
Административный центр — деревня Пронино.
Образовано Законом Смоленской области от 20 декабря 2004 года. Упразднено Законом Смоленской области от 25 мая 2017 года с включением 5 июня 2017 года всех входивших в его состав населённых пунктов в Коробецкое сельское поселение.

## Географические данные
- Общая площадь: 95,87 км²
- Расположение: центральная часть Ельнинского района
- Граничит:
  - на севере — с Бобровичским сельским поселением
  - на востоке — с Коробецким сельским поселением
  - на юге — с Мутищенским сельским поселением
  - на западе — с Ельнинским городским поселением
- По территории поселения проходит автодорога Р96 «Новоалександровский(А101)—Спас-Деменск—Ельня—Починок».
- По территории поселения проходит железная дорога «Смоленск—Сухиничи», имеются станции: Калошино, Жегловка.

## Население
| 2011 | 2012 | 2013 | 2014 | 2015 | 2016 | 2017 |
| ---- | ---- | ---- | ---- | ---- | ---- | ---- |
| 388  | ↘373 | ↘356 | ↘352 | ↘329 | ↘301 | ↗302 |

## Населённые пункты
На территории поселения находилось 13 населённых пунктов.
- Пронино, деревня
- Вараксино, деревня
- Взглядье, деревня
- Вититни, деревня
- Голубев Мох, деревня
- Колошино, станция
- Коноплинка, деревня
- Мелихово, деревня
- Селешня, деревня
- Стайки, деревня
- Холматы, деревня
- Чемуты, деревня
- Щелкино, деревня

## Экономика
2 сельхозпредприятия, 2 школы, 2 дома культуры.